# Грозова енергетика

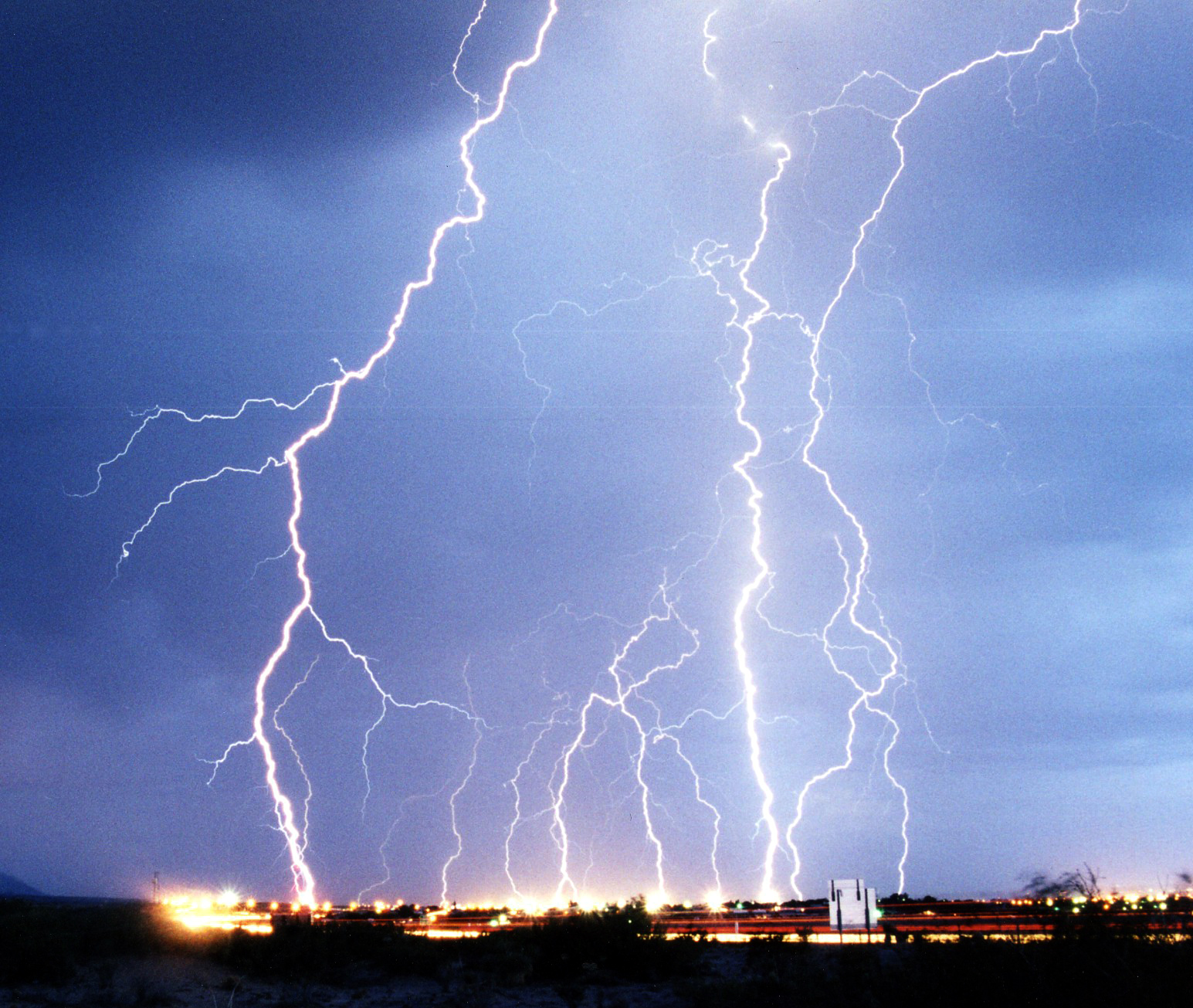

Грозова енергетика — теоретичний спосіб отримання енергії шляхом упіймання і перенаправлення енергії блискавок в електромережу. Даний вид енергетики використовує відновне джерело енергії і відноситься до альтернативних джерел енергії.

## Експериментальні установки
Компанія Alternative Energy Holdings 11 жовтня 2006 року оголосила про успішний розвиток прототипу моделі, яка може продемонструвати можливості «захоплення» блискавки для подальшого її перетворення в електроенергію. Блискавка є чистою енергією, і її застосування буде не тільки усувати численні екологічні небезпеки, але також буде значно зменшувати дорожнечу виробництва енергії. Також компанія повідомила, що окупатися така установка буде за 4-7 років, грозові ферми зможуть виробляти і продавати електроенергію за ціною всього $ 0,005 за кіловат-годину, що значно дешевше виробництва енергії за допомогою сучасних джерел.

## Дослідження грозової активності

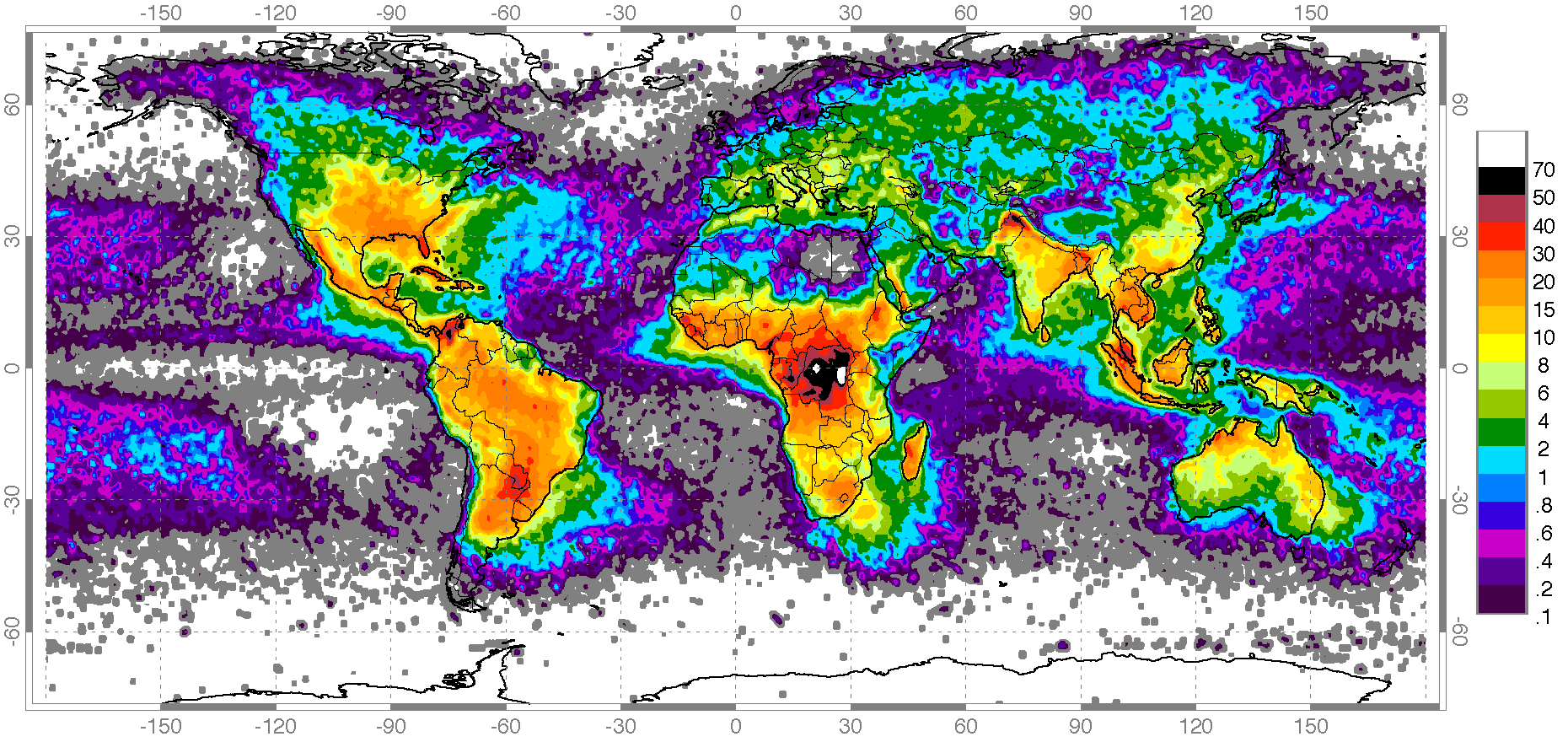
Глобальна карта частоти блискавок. Шкала збоку показує кількість блискавок на рік на кожний квадратний кілометр

В 2006 році фахівці, що працюють із супутником NASA «Місія вимірювання тропічних штормів», опублікували дані по кількості гроз в різних регіонах планети. За даними дослідження стало відомо, що існують райони, де протягом року відбувається до 70 ударів блискавок на рік на квадратний кілометр площі.

## Проблеми
Блискавки є дуже ненадійним джерелом енергії, оскільки заздалегідь не можна передбачити, де і коли трапиться гроза.
Ще одна проблема грозової енергетики полягає в тому, що розряд блискавки триває долі секунд і, як наслідок, його енергію потрібно запасати дуже швидко. Для цього будуть потрібні потужні й дорогі конденсатори. Також можуть застосовуватися різні коливальні системи з контурами другого і третього роду, де можна погоджувати навантаження з внутрішнім опором генератора.
Блискавка є складним електричним процесом і ділиться на кілька різновидів: негативні — накопичуються в нижній частині хмари і позитивні — збираються у верхній частині хмари. Це теж треба враховувати при створенні грозової ферми.

## Цікаві факти
За деякими даними, одна потужна гроза вивільняє стільки ж енергії, скільки всі жителі США споживають за 20 хвилин.